# ذعرة بيضاء الحاجب
ذعرة بيضاء الحاجب (الاسم العلمي: Motacilla maderaspatensis) (بالإنجليزية: White-browed WagtailWagtail)‏ هو طائر صغير من الجواثم ينتمي لفصيلة التمرة.